# Serita Solomon
Serita Solomon (Bromley, 1º marzo 1990) è un'ostacolista britannica.

## Palmarès
| Anno | Manifestazione          | Sede      | Evento   | Risultato | Prestazione | Note                          |
| ---- | ----------------------- | --------- | -------- | --------- | ----------- | ----------------------------- |
| 2014 | Giochi del Commonwealth | Glasgow   | 100 m hs | Batteria  | 13"38       |                               |
| 2015 | Europei indoor          | Praga     | 60 m hs  | Bronzo    | 7"93        | Miglior prestazione personale |
| 2016 | Mondiali indoor         | Portland  | 60 m hs  | 7ª        | 8"29        |                               |
| 2016 | Europei                 | Amsterdam | 100 m hs | Batteria  | 13"39       |                               |